# NGC 1202
NGC 1202 é uma galáxia espiral (Sb) localizada na direcção da constelação de Eridanus. Possui uma declinação de -06° 29' 31" e uma ascensão recta de 3 horas, 05 minutos e 02,4 segundos.
A galáxia NGC 1202 foi descoberta em 1886 por Ormond Stone.